# Itueta
Itueta este un oraș în Minas Gerais (MG), Brazilia.